# 7625 Louisspohr
A 7625 Louisspohr (ideiglenes jelöléssel 2150 T-2) a Naprendszer kisbolygóövében található aszteroida. Cornelis Johannes van Houten,  Ingrid van Houten-Groeneveld és Tom Gehrels fedezte fel 1973. szeptember 29-én.